# Breda 30
Fucile Mitragliatore Breda modello 30 var det italienske standard lette maskingevær under 2. Verdenskrig.
Breda 30 var et temmelig usædvanligt let maskingevær. Den havde et fast magasin på højre side af våbnet. Magasinet blev fyldt ved hjælp af clips i stål eller messing med 20 patroner. Dette var en meget omstændelig proces og betød at våbnet i praksis havde en lav skudfrekvens. 
Våbnet var heller ikke særlig driftsikkert. Patroner havde en tendens til at sætte sig fast, bl.a. fordi våbnet var udstyret med et åbent smøresystem, som betød at støv og skidt meget ofte kom ind i det - især under vanskelige forhold, som i Nordafrika.  Under brug blev våbnet meget varmt, hvilket kunne få patroner til at gå af af sig selv. 
Nogle Breda maskingeværer blev med tiden ændret, så de kunne bruge de nye 7,35 mm patroner, som det italienske militær forsøgte at indføre. Men dette havde ingen lang levetid, da langsom produktion aldrig tillod indførelse af den nye patron.
I regulære hærenheder blev der udleveret en Breda 30 til hver gruppe (som standard blev der udleveret 24-27 pr. bataljon), selv om dette senere blev ændret til to våben pr. gruppe. Et italiensk infanterikompagni havde således 6 lette maskingeværer i begyndelsen af 2. verdenskrig (2 pr. deling); men antallet steg efterhånden til 12 i det meste af krigen.
En infanterideling blev opdelt i to store grupper, hver på tyve mand, som yderligere blev opdelt i riffel og lette maskingeværgrupper. Sektionen blev ledet af en sergent, som også styrede den lette maskingeværgruppe. Den sidste bestod af to Breda 30, hver bemandet med en korporal som skytte, en assisterende skytte og to ammunitionsbærere.  Resten af sektionen var i riffelgruppen på 11 mand.På grund af vigtigheden af dens ekstra ildkraft blev Breda 30-eren ofte overladt til gruppens mest pålidelige soldat (i modsætning til andre hære på daværende tidspunkt, var det sjældent at se en underofficer selv bruge gruppens automatvåben). Manualen angiver at to grupper skulle operere som et adskilt element, med de to maskingeværer som støtte for riffelgruppen. På dette tidspunkt havde de fleste andre hære et let maskingevær i hver sektion, som var omkring halvt så stor som en italiensk gruppe, hvilket ved sammenligning forekommer en temmelig tung organisation. Individuelle våben anføres som pistoler til hver korporal skytte, en karabin til chefsergenten og rifler til alle andre. 
Wehrmacht brugte Breda 30 i begrænset antal efter besættelsen af det nordlige og centrale Italien efter Italiens udtræden af krigen i 1943 under betegnelsen MG 099(i); den udfyldte den samme rolle som den tyske MG 34, et let maskingevær, som fortrinsvis blev brugt på slagmarkerne i Italien. 

## Præstationer i kamp
Selv om det havde et karakteristisk udseende blev Breda 30 anset for et dårligt designet våben. Det havde en lav skudfrekvens, lav magasinkapacitet, brugte den svage og upålidelige 6,5×52 mm patron og var hyppigt udsat for blokeringer. Det vitale smøresystem opsamlede hurtigt støv og skidt, hvilket gjorde våbenet upålideligt i kamp.
Bredaens sigte var placeret, så kun et rør kunne indskydes. Magasinet blev ladet med 20 patroners strips, som var kendt vor at være skrøbelige, især under kamp. I nordafrika var våbenet så godt som ubrugeligt: ørkensand og støv fik våbnet til hele tiden at blokere. Olien fra den smøring, som var nødvendig for at afskyde Bredaen forøgede dens mangler. Under Balkanfelttoget, i Rusland og på andre fronter opnåede våbenet lidt bedre resultater.
Lav magasinkapacitet, hyppig blokering og det komplicerede skifte af løb, gjorde skydning og genladning en langsom og omfattende proces, hvilket betød at Breda 30 var et våben, som kun kunne frembringe en beskeden ildkraft og kun spille en lille rolle i en ildkamp. Når man betragter alle våbenets fejl, under de værste omstændigheder, var en Breda 30's skudfrekvens ikke bedre end den amerikanske standardriffel M1 Garand.
Selv om det havde alvorlige fejl sammenlignet med dens samtidige var Breda 30 stadig det farligste våben i den italienske infanterists arsenal, da tunge maskingeværer blev brugt i forholdsvis små antal og maskinpistoler var meget sjældne.  Breda 30 og Carcano M91 riflen udgjorde rygraden i det italienske infanteris bevæbning under 2. verdenskrig. Rapporter fra felten om våbenet var af en blandet karakter. Bredaens meget lave skudfrekvens førte ofte til at et tidevandsskifte i kamp mod italienske soldater, men Breda 30 var i de fleste tilfælde det hurtigste og mest brugbare våben til rådighed. Den italienske hær forsøgte at afhjælpe Bredaens fejl ved at understrege vigtigheden af lederens rolle: enhver soldat blev trænet i at være lader af en Breda 30 og oplært i hvordan man hurtigt føder ammunitionsstrips ind i våbenet (dette var ikke altid muligt, når f.eks. Breda 30 blev monteret på motorcykler). Omhyggelig rensning blev også gennemført hyppigt med ekstra opmærksomhed på smøresystemet.

## Eksterne kilder
- Comando Supremo
- SPWAW article